# Tom Malchow
Thomas Andrew Malchow (* 18. srpna 1976, Saint Paul, Minnesota) je bývalý americký plavec, olympijský vítěz a bývalý světový rekordman.

## Sportovní kariéra
S plaváním začal jako pětiletý, když jako dítě trpěl asthmatem a prostředí bazénu pro něj bylo vhodnější než ostatní sporty. Později studoval a trénoval na University of Michigan a byl členem amerického United States Swimming Team 'Star'. Specializoval se na styl motýlek, zejména na delší dvousetmetrovou trať. Na ní překonal v roce 2000 světový rekord Denise Pankratova časem 1:55,18. Na stejné trati také vybojoval zlatou olympijskou medaili na hrách v roce 2000, předtím byl na olympiádě 1996 stříbrný.